# Hermann Jastrowitz

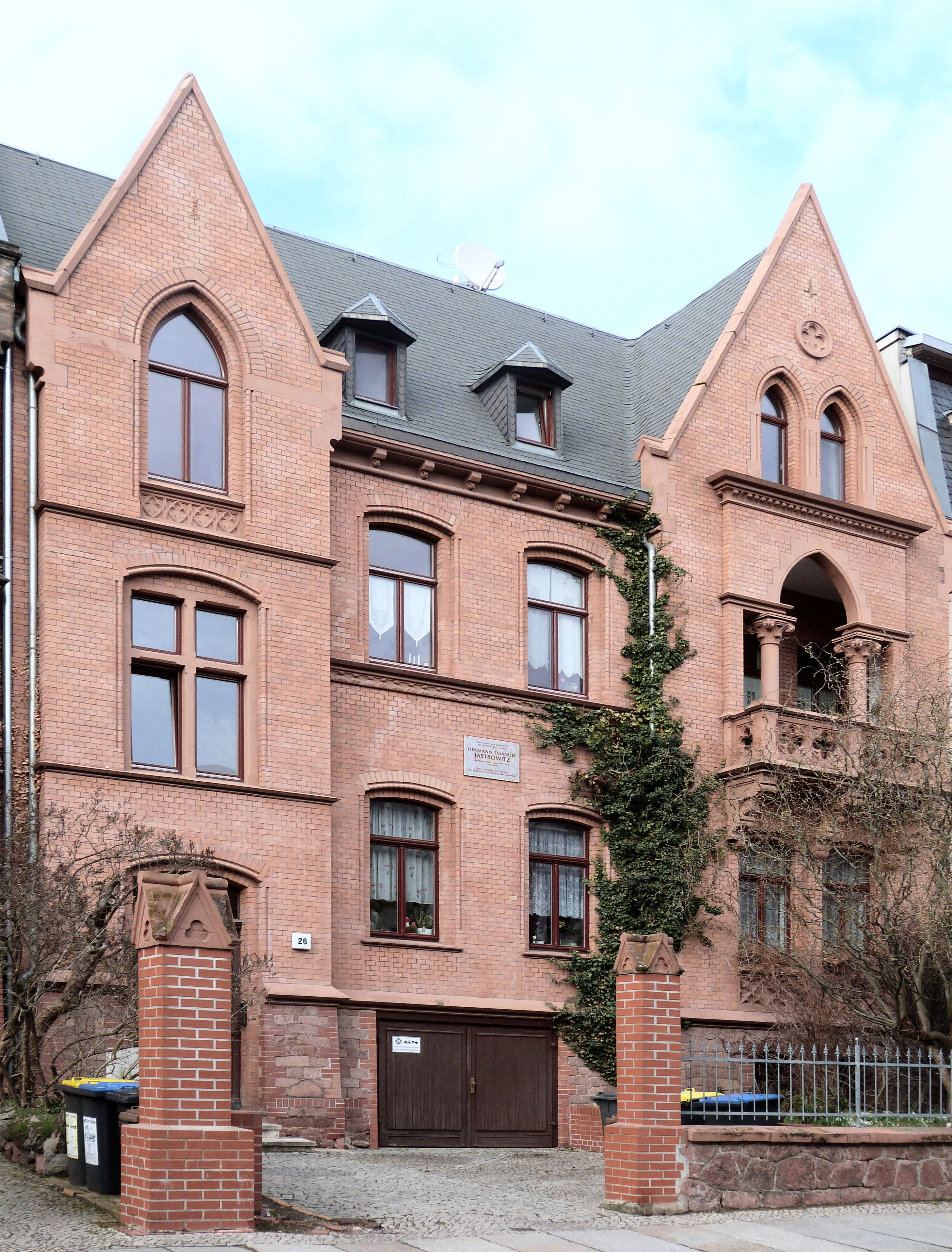
Händelstraße 26. Wohnhaus mit Praxis Dr. Jastrowitz 1921 bis 1941

Hermann Emanuel Jastrowitz (* 4. Mai 1882 in Berlin; † nach dem 27. Februar 1943 in Auschwitz) war ein deutscher Mediziner, erster Assistent und Oberarzt an der Medizinischen Poliklinik der Universität Halle und Opfer des Holocaust.

## Leben
Hermann Jastrowitz war Sohn des angesehenen Psychiaters Moritz Jastrowitz (1838–1912) und dessen Ehefrau Henriette, geb. Mendelsohn. Nach dem Besuch des Französischen Gymnasiums studierte er Medizin in Heidelberg, Berlin und Leipzig. Mit seiner Doktorarbeit „Über die Hemmung der Verdauung infolge der Bindung freier Salzsäure durch amphotere Aminokörper“ wurde er am Physiologisch-Chemischen Institut der Universität Leipzig promoviert. Nach dem Erhalt der ärztlichen Approbation im Jahre 1907 war er zunächst an der Medizinischen Klinik der Universität Kiel tätig, ging jedoch im April 1909 nach Halle an die Medizinische Poliklinik der hiesigen Universität. Seit 1906 verfasste er zahlreiche wissenschaftliche Arbeiten, die sich aus seiner Tätigkeit in der Laboratoriumsforschung ergaben und die vermuten ließen, dass er eine Universitätslaufbahn mit Habilitation anstrebte.
Von 1915 bis 1918 war er Teilnehmer am Ersten Weltkrieg; im September 1915 wurde er mit dem Eisernen Kreuz zweiter Klasse ausgezeichnet. Es folgten bis Dezember 1918 Einsätze in Heereslazaretten.
Zurückgekehrt nach Halle an die Universitäts-Poliklinik, erhielt er die Stelle als Erster Assistent unter dem damaligen Direktor Hermann Straub und setzte seine Laboratoriumsforschung und Publikationstätigkeit in medizinischen Fachzeitschriften fort. Daneben widmete er sich der Fortbildung der Laboratoriumsangestellten.
Am 2. August 1920 hat er in Berlin seine Cousine Adele Jastrowitz (1892–1943) geheiratet und sich ein Jahr später in Halle das Haus Händelstraße 26 gekauft, in dem er sich auch eine Praxis einrichtete. Neben der umfangreichen Praxistätigkeit arbeitete er jedoch weiterhin – nunmehr unentgeltlich – im Laboratorium und veröffentlichte bis 1931 weitere wissenschaftliche Arbeiten.

## Zeit des Nationalsozialismus
Nach der „Machtergreifung“ der NSDAP konnte er zunächst an der Universität weiterarbeiten, da das Gesetz zur Wiederherstellung des Berufsbeamtentums zunächst die Frontkämpfer ausklammerte. Noch am 7. August 1935 erhielt er – aufgrund einer Verordnung vom 13. Juli 1934 – das von Hindenburg gestiftete Ehrenkreuz für Frontkämpfer verliehen.
Hoffnungen, die sich daraus für ihn eventuell hätten ergeben können, musste er durch das Reichsbürgergesetz vom 15. September 1935 aufgeben. So kam er Anfang Oktober 1935 mit dem Direktor Georg Grund überein, die Mitarbeit in der Universitäts-Poliklinik zu beenden und sich ausschließlich seiner Praxis zu widmen.
1938 folgte der allgemeine Zulassungsentzug und damit das Erlöschen der Approbation. Jastrowitz durfte als Krankenbehandler nur noch jüdische Patienten empfangen. Nach den Novemberpogromen von 1938 wurde er verhaftet und bis Dezember im KZ Buchenwald festgehalten. Ziel dieser Aktion war es, die Betroffenen zum Verlassen Deutschlands zu bewegen. Jastrowitz bemühte sich anschließend um Arbeitsmöglichkeiten im Ausland, insbesondere für England und die USA, was sich bis zum Kriegsbeginn hinzog und schließlich zu spät war. Im November 1941 musste er mit seiner Frau in das Judenhaus Forsterstraße 13 ziehen, wo er die ärztliche Betreuung der Bewohner übernahm.
Am 13. April 1942 versteigerte man die Möbel seines Hauses Händelstraße 26; er erhielt dafür 65,96 Mark. Mit Schreiben vom 12. August 1942 wurde ihm mitgeteilt, unter Strafe bei jedwedem Schriftverkehr nicht mehr die früheren Titel und Berufsbezeichnungen zu verwenden. Seine letzte Adresse in Halle war das jüdische Alten- und Siechenheim Großer Berlin 8, ehemals das Schul- und Kantorhaus der jüdischen Gemeinde.
Am 27. Februar 1943 teilte Leo Israel Hirsch, der Vorsitzende der Jüdischen Gemeinde Halle, der Bezirksstelle Leipzig der Reichsvereinigung der Juden in Deutschland mit, dass 19 Juden ihren Wohnsitz verlegt hätten, davon 17 nach Theresienstadt und zwei nach Oberostschlesien. Laut Deportationsliste handelte es sich bei den letzteren um Hermann Jastrowitz und seine Frau Adele, die „nach Osten abgewandert“ seien.

## Gedenken

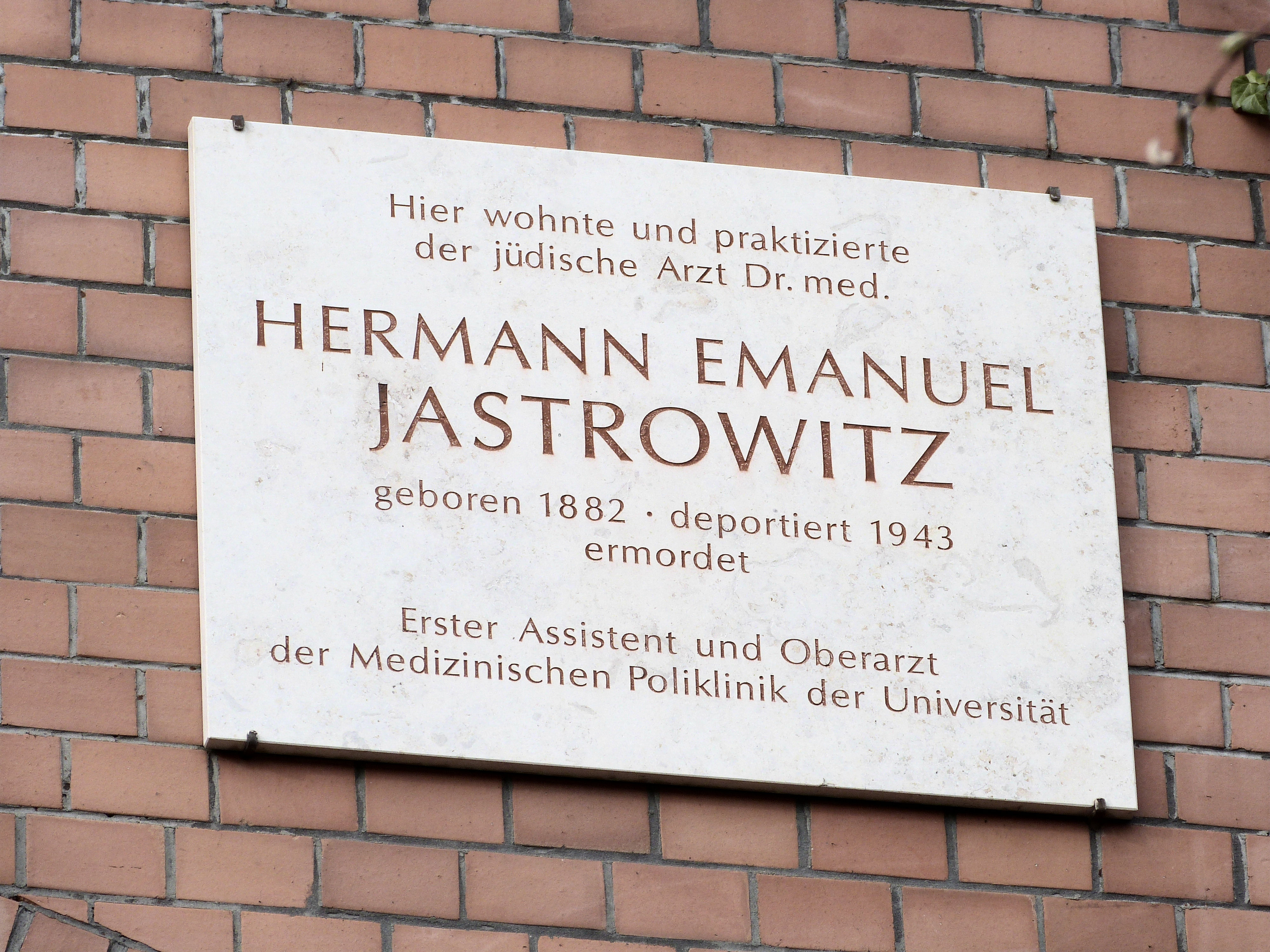
Gedenktafel am Haus Händelstraße 26

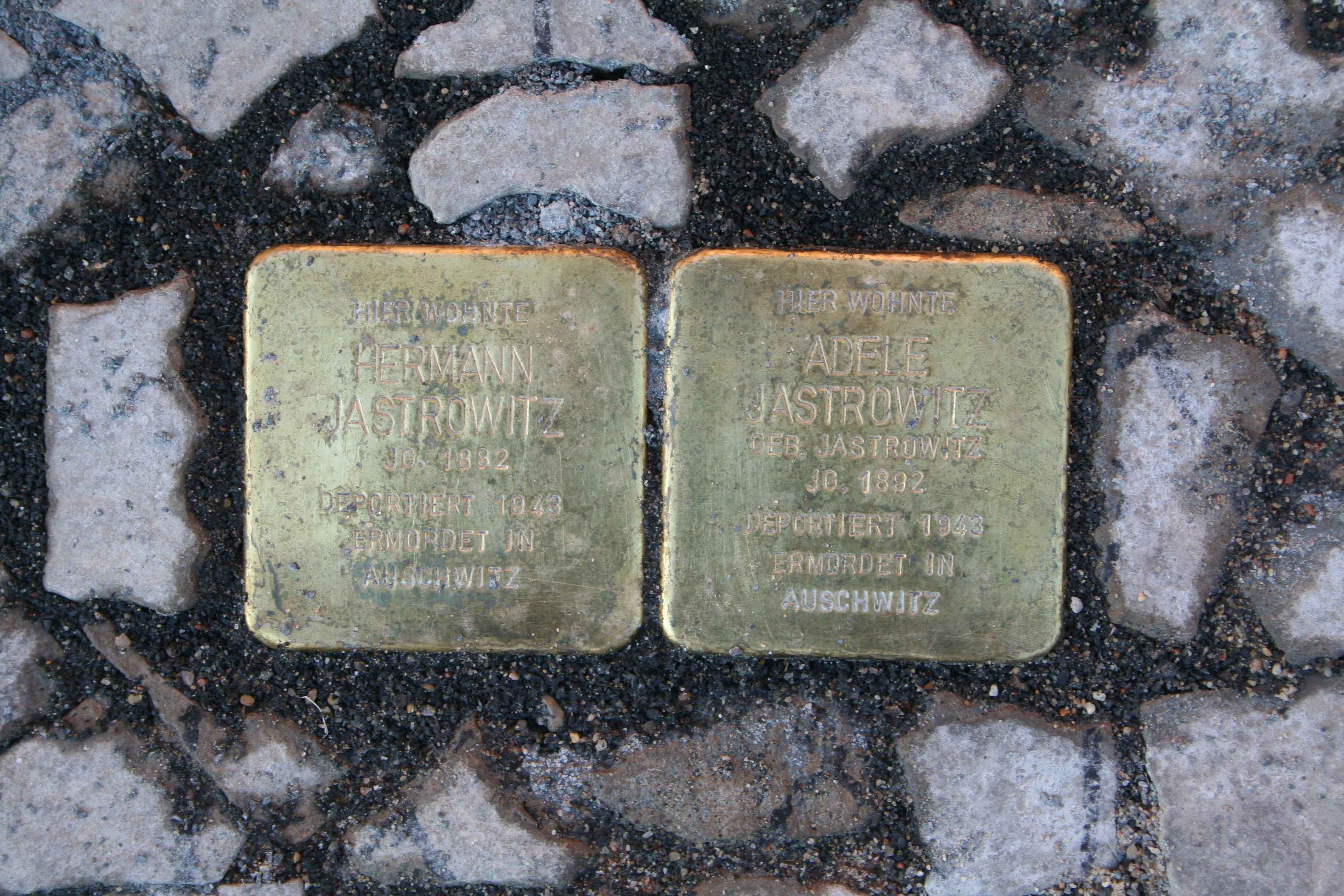
Stolpersteine für Hermann und Adele Jastrowitz vor dem Wohnhaus

Am 9. November 2001 wurde am ehemaligen Wohnhaus Händelstraße 26 eine Gedenktafel für Hermann Jastrowitz enthüllt.
Des Weiteren erinnern zwei, im Jahre 2014 verlegte Stolpersteine vor dem Wohnhaus an Adele und Hermann Jastrowitz.

## Veröffentlichungen (Auswahl)
- Zur Bilanz des Stoffwechsels bei Sklerodermie In: Z. exper. Pathol. u. Ther., Band 4, 1907.
- Versuche über Glykokolabbau bei Leberschädigungen In: Archiv exper. Pathol. u. Pharm., Band 59, 1908.
- Hereditäre Ataxie mit Muskeldystrophie In: Neurol. Zbl., Nr. 8, 1911.
- Typhus und Masern, zugleich ein Beitrag zur Klinik des kindlichen Typhus. In: Dtsch. Med. Wschr., Nr. 35, 1913.
- Cholera und Paratyphus B. In: Dtsch. Med. Wschr., Nr. 32, 1916.
- Zur Klinik des Tertianfiebers In: Dtsch. Med. Wschr., Nr. 13, 1917.
- Biologische Untersuchungen über Abbauprodukte des Tuberkelbazillus. In: Z. ges. exper. Medizin, Band XXXIII, H. 3/6, 1923.
- Zur Chemie des Knochenmarks bei experimentellen Anämien. In: Z. ges. exper. Medizin, Band LX, 1927.